# Greasy Love Songs
Albums de Frank Zappa
Philly '76
(2009) Congress Shall Make No Law...
(2010)
Greasy Love Songs est un album posthume de Frank Zappa sorti le 4 avril 2010. Il s'agit de l'édition originale telle qu'elle fut pressée en vinyle de l'album Cruising with Ruben & the Jets, sorti en 1968. La réédition en disque compact s'est accompagnée d'un remixage par Frank Zappa lui-même, en 1984, ajoutant de nouvelles pistes de batterie (jouées par Chad Wackerman) et de basse (jouées par Arthur Barrow).
Cet album entre dans la lignée des documentaires audio, comme le sont The MOFO Project/Object (sur Freak Out!) et Lumpy Money (sur les albums We're Only in It for the Money et Lumpy Gravy)

## Morceaux
Mixage original
1. Cheap Thrills — 2 min 22 s
2. Love Of My Life — 3 min 09 s
3. How Could I Be Such A Fool — 3 min 34 s
4. Deseri — 2 min 06 s
5. I'm Not Satisfied — 4 min 03 s
6. Jelly Roll Gum Drop — 2 min 20 s
7. Anything — 3 min 04 s
8. Later That Night — 3 min 05 s
9. You Didn't Try To Call Me — 3 min 56 s
10. Fountain of Love — 3 min 01 s
11. No. No. No. — 2 min 29 s
12. Anyway The Wind Blows — 2 min 57 s
13. Stuff Up The Cracks — 4 min 34 s

Bonus
1. Jelly Roll Gum Drop (Alternate mix) — 2 min 17 s
2. No. No. No. (Alternate mix) — 3 min 06 s
3. Stuff Up The Cracks (Alternate mix) — 6 min 05 s
4. Serious Fan Mail (dialogue) — 5 min 10 s
5. Valerie (Alternate early version) — 3 min 03 s
6. Jelly Roll Gum Drop (Single mix) — 2 min 24 s
7. Secret Greasing (Dialogue) — 3 min 36 s
8. Love Of My Life (Cucamonga version) — 2 min 05 s

## Musiciens
- Ray Collins : voix
- Frank Zappa : guitare, chœurs
- Roy Estrada : basse, chœurs
- Jimmy Carl Black : batterie
- Arthur Dyer Tripp III : batterie
- Ian Underwood : claviers, saxophone ténor et alto
- Don Preston : claviers
- Motorhead Sherwood : saxophone baryton, tambourin
- Bunk Gardner : saxophone ténor et alto